# Lemgow
Lemgow település Németországban, azon belül Alsó-Szászország tartományban. Lakosainak száma 1369 fő (2023. december 31.). Lemgow Trebel, Woltersdorf és Prezelle községekkel határos.

## Népesség
A település népességének változása:
| Lakosok száma | 1392 | 1381 | 1366 | 1346 | 1396 | 1396 | 1369 |
|               | 2014 | 2016 | 2017 | 2019 | 2021 | 2022 | 2023 |